# David Wiemann
David Wiemann (* 15. Juni 1885 in Paramaribo in Niederländisch-Guayana, heute Suriname; † 8. Mai 1948 in Meisenheim (Glan)) war ein deutscher Lehrer und Freizeit-Naturforscher.

## Leben
Wiemann war Sohn eines Missionars der Herrnhuter Brüdergemeine. Seine Jugendzeit verbrachte er in Kleinwelka (Sachsen), wo er auch zur Schule ging. Von 1899 bis 1905 absolvierte er eine Ausbildung im Lehrerseminar der Herrnhuter in Niesky (Oberlausitz). In den Jahren 1905 bis 1912 war er als Lehrer an der privaten Realschule in Königsfeld (Baden) tätig. Von 1912 bis zu seinem Tode unterrichtete Wiemann als Fachlehrer für Biologie und Erdkunde an der Städtischen Realschule in Meisenheim, in den Jahren 1926 und 1927 vertretungsweise an der Staatl. Höheren Knabenschule in Bad Kreuznach. 1914 bis 1919 absolvierte er seinen Militärdienst. In seiner Freizeit widmete er sich dem intensiven Studium der Flora und Fauna des Nahegebietes, und daneben auch geologischen Beobachtungen. Wiemann war auch künstlerisch begabt (Musik, Landschaftsmalerei). Aufgrund dieser Vielseitigkeit zeigte er starkes Interesse an ökologischen Fragen und an der damals sich entwickelnden Pflanzensoziologie (persönliche Kontakte mit Josias Braun-Blanquet). Sein bedeutender Vorgänger in der Erforschung der Flora des Nahegebietes war Ludwig Geisenheyner.

## Schriften
- Der Pflanzenwuchs des Glanufers. In: Heimatbl. Kreis Meisenheim. Heft 8, 1922, S. 58–64. (online beim Landesbibliothekszentrum Rheinland-Pfalz)
- Der Rotenfels. In: Nachr. Bl. Rhein. Heimatpflege. Band 1, 1929/30, S. 33–41.
- Zur Flora des Westrichs. In: Westrich-Führer. 2. Auflage. Thieme, Kaiserslautern 1931, S. 15–34.
- Geschützte Gehölze. In: Rhein. Heimatpflege. Band 11, 1939, S. 27–36.
- Unsere geschützten Steinbrecharten. In: Rhein. Heimatpflege. Band 11, 1939, S. 54–59.
- H. Menke, D. Wiemann: Neue Methoden zur Untersuchung von Erdboden und Wasser im Zusammenhang mit Pflanzengesellschaften im Nahe- und Rheingebiet. In: Verhandl. Naturh. Ver. Rheinl. Westf. Band 89, 1933, S. 168–182.
- D. Wiemann, W. Petry: Zoologische und botanische Einzelbeobachtungen von der Nordwestgrenze der Pfalz. In: Pfälz. Heimatkunde. Band 19, 1923, S. 95–96.

## Biographische Quellen
- R. Glasser: David Wiemann. Zu seinem 10-jährigen Todestag. In: Pfälzer Heimat. Band 9, 1958, S. 110–111. [mit vollständigem Verzeichnis der Publikationen]
- V. John: Zum 100. Geburtstag David Wiemanns. In: Pollichia-Kurier. Band 1, 1985, S. 46.
- pers. Mitteilungen Hans Reichert am 10. April 2018.

| Personendaten    | Personendaten                  |
| ---------------- | ------------------------------ |
| NAME             | Wiemann, David                 |
| KURZBESCHREIBUNG | deutscher Botaniker und Lehrer |
| GEBURTSDATUM     | 15. Juni 1885                  |
| GEBURTSORT       | Paramaribo                     |
| STERBEDATUM      | 8. Mai 1948                    |
| STERBEORT        | Meisenheim                     |